# Piptocarpha ramboi
Piptocarpha ramboi là một loài thực vật có hoa trong họ Cúc. Loài này được G.Lom.Sm. miêu tả khoa học đầu tiên năm 1982.